# نازار شجاع (فیلم)
«نازار شجاع» (ارمنی: Քաջ Նազար؛ کاج نازار) یک فیلم کمدی به کارگردانی آماسیا مارتیروسیان است که در سال ۱۹۴۰ منتشر شد.

## بازیگران
- هامبارتسوم خاچانیان در نقش نازار
- آروس آسریان در نقش اوستیان
- آوت آوتیسیان در نقش ساکو
- میکائیل مانوئلیان در نقش սենեկապետ
- ل. مسرلیان[الف] در نقش թամադա
- آرام آمیربکیان در نقش اوسکان
- سامول مکرتچیان در نقش معلم
- آ. آصلانیان[ب] در نقش کشیش
- خاچاطور آبراهامیان در نقش درباری
- آرتسرونی هاروتیونیان در نقش درباری
- داویت گولازیان در نقش درباری
- آ. تر-آبراهامیان[پ] در نقش ایشخان

## یادداشت
1. ↑  Լ. Մսրլյան
2. ↑  Ա. Ասլանյան
3. ↑  Ա. Տեր-Աբրահամյան